# Mammouth, la résurrection
Mammouth, la résurrection (Mammoth) est une comédie horrifique américaine réalisée par Tim Cox, produite par Plinyminor et diffusée le 22 avril 2006 sur Sci Fi Channel.

## Synopsis
Un météore s'écrase sur un musée, réveillant alors un mammouth vieux de 40 000 ans. La ville située près de là va subir les assauts destructeurs de l'animal. Deux agents spéciaux et un scientifique auront alors 17 heures pour tuer l'animal avant que la ville entière ne soit détruite par le gouvernement.

## Fiche technique
- Réalisation : Tim Cox
- Scénario : Tim Cox, Brook Durham et Sean Keller d'après une histoire de Don Guarisco
- Budget : 2 300 000 $
- Société de production : Castel Film Romania, Plinyminor
- Durée : 90 minutes
- genre : comédie horrifique

## Distribution
- Tom Skerritt : Simon Abernathy
- Vincent Ventresca : Dr Frank Abernathy
- Summer Glau : Jack Abernathy
- Leila Arcieri : Agent Powers
- Marcus Lyle Brown : Agent Whitaker
- Cole Williams (en) : Squirrelly
- Charles Carroll : Sheriff Marion Morrison
- Julia Lashae (en) : Tour Guide

## Distinction
Le film a été nommé en 2006 pour le Primetime Emmy Award des meilleurs effets visuels pour une minisérie, un téléfilm ou un programme spécial.